# Fallout: New Vegas — Old World Blues
«Old World Blues» (рус. «Тоска по старому миру», «Блюз старого мира») — третий официальный DLC для компьютерной ролевой игры «Fallout: New Vegas», выпущенный для PC, Xbox 360 и Playstation 3 19 июля 2011. Дополнение повышает максимальный уровень игрока на 5 и содержит множество новых видов экипировки, оружия и существ, а также новые перки. Несмотря на статус дополнения, «Old World Blues» фактически является «игрой в игре», и её полное прохождение может занять до 15 часов.

## Сюжет
Всё начинается с того, что главный герой, Курьер, ловит радиосигнал о показе старых фильмов в открытом кинотеатре в пустыне Мохаве. Придя на место, он обнаруживает разбившийся спутник, который транслирует зашифрованное послание. Во время осмотра спутника герой теряет сознание, и его похищают безумные учёные из научного комплекса «Большая гора», которые вырезают у него сердце, мозг и позвоночник, заменив всё это искусственными имплантатами. Однако, в отличие от других лоботомированных, Курьер не теряет рассудок, что наводит учёных на мысль использовать его в борьбе со зловещим доктором Мёбиусом, который перекрыл все выходы из комплекса и похитил мозг Курьера. Чтобы вернуть свой мозг и выбраться из комплекса, Курьер вынужден следовать указаниям доктора Клейна. Помимо основного сюжетного квеста, герой может пройти квесты по поиску продвинутого энергетического оружия и стелс-брони.

## Игровой мир
Действия в игре происходят в 2281 году. Мир «Old World Blues» представляет собой огромный заброшенный научно-промышленный комплекс, включающий в себя мощную систему коммуникаций, а также несколько военных объектов и даже небольшой концлагерь для китайских военнопленных и диссидентов. После ядерной войны 2077 года комплекс, в основном, уцелел, что позволило учёным продолжать исследования. В игре можно найти несколько новых видов брони и одежды и новые виды оружия. В дополнении присутствуют как общие с основной игрой противники (касадор, ночной охотник, различные виды роботов) так и новые монстры: травмокостюм, лоботомит, робоскорпион.

## Особенности дополнения
- По словам одного из разработчиков игры, Криса Авеллона, атмосфера «Old World Blues» навеяна такими старыми sci-fi-фильмами как «Мозг с планеты Ароус», «Облик грядущего», «Запретная планета», «Когда миры столкнутся»[2].
- Дополнение не дает возможности играть дальше после окончания основной сюжетной линии «Fallout: New Vegas».
- В игре 35 новых локаций.
- В «Old World Blues» нельзя брать напарников.
- Как и другие дополнения, «Old World Blues» связан с основной игрой общей сюжетной линией и общим героем — курьером Улиссом.
- После прохождения «Old World Blues» игрок может в любой момент вернуться в локации этого дополнения.

## Отзывы
| Сводный рейтинг | Сводный рейтинг | Сводный рейтинг |
| Издание         | Оценка          | Оценка          |
| Издание         | PC              | Xbox 360        |
| --------------- | --------------- | --------------- |
| GameRankings    | 86,30 %         | 86,31 %         |